# O-Toluolsulfonamid
o-Toluolsulfonamid ist eine chemische Verbindung aus der Gruppe der Sulfonamide.

## Gewinnung und Darstellung
o-Toluolsulfonamid kann durch Reaktion von o-Toluolsulfonylchlorid mit Ammoniak gewonnen werden.

## Eigenschaften
o-Toluolsulfonamid ist ein brennbarer, schwer entzündbarer, weißer Feststoff, der schwer löslich in Wasser ist. Er zersetzt sich bei Erhitzung über 188 °C.

## Verwendung
o-Toluolsulfonamid wird hauptsächlich als chemisches Zwischenprodukt für die Herstellung von Saccharin hergestellt. Eine Mischung aus o-Toluolsulfonamid und dem p-Isomer wird als Weichmacher für Schmelzklebstoffe, als chemisches Zwischenprodukt für fluoreszierende Pigmente und als chemisches Zwischenprodukt für Weichmacherharze verwendet.

## Sicherheitshinweise
Studien deuten darauf hin, dass o-Toluolsulfonamid eine potenziell mutagene Wirkung hat.